# بیگلو، میسوری
بیگلو (به انگلیسی: Bigelow) یک منطقهٔ مسکونی در ایالات متحده آمریکا است که در شهرستان هالت، میزوری واقع شده‌است.
 بیگلو ۰٫۲۵ کیلومتر مربع مساحت و ۲۷ نفر جمعیت دارد و ۲۶۲ متر بالاتر از سطح دریا واقع شده‌است.